# رونچیلیونه
رونچیلیونه (به ایتالیایی: Ronciglione) یک کومونه در ایتالیا است که در استان ویتربو واقع شده‌است. رونچیلیونه ۵۲٫۲۸ کیلومتر مربع مساحت و ۸٬۹۰۸ نفر جمعیت دارد و ۴۴۱ متر بالاتر از سطح دریا واقع شده‌است.